# 希爾德島

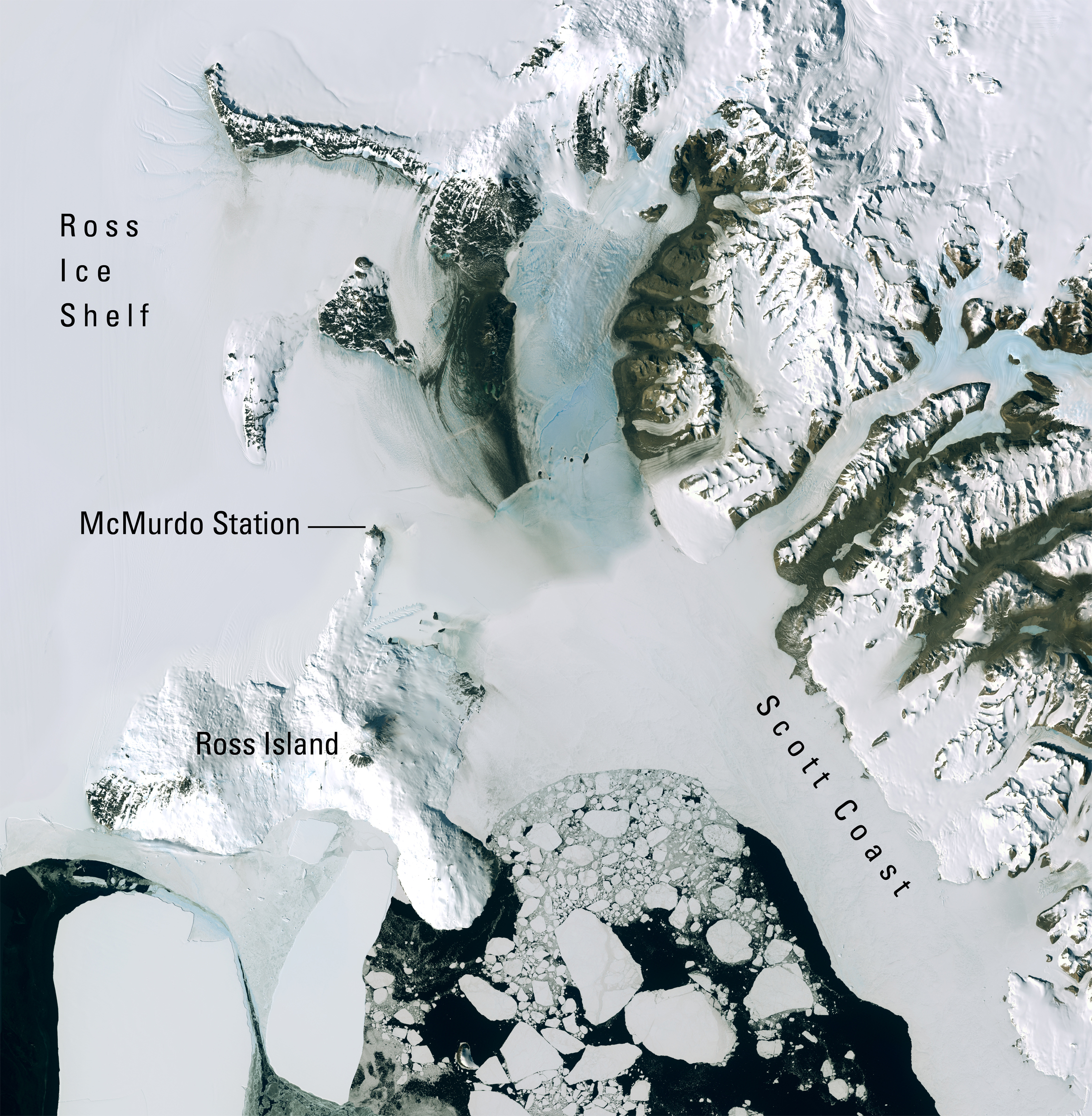

78°15′S 163°49′E / 78.250°S 163.817°E
希爾德島（英語：Heald Island）是南極洲的島嶼，位於維多利亞地，處於瓦科特灣以東，長5公里，最高點海拔高度555米，該島嶼以英國探險隊成員命名。